# Tabernaemontanus

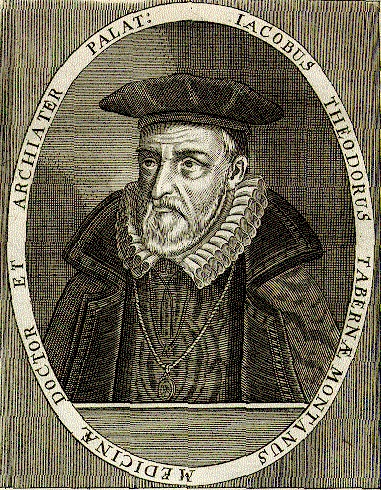
Jacob Theodor Tabernaemontanus

Jacobus Theodorus, latinisiert aus Jakob Dietrich, Jacob Ditter/Diether bzw. Jacob Theodor, genannt (Jacobus Theodorus) Tabernaemontanus („Jakob Dietrich aus Bergzabern“) (* um 1522 in Bergzabern; † August 1590 in Heidelberg), war ein deutscher Arzt und Apotheker sowie Professor für Medizin und Botanik. Das Epitheton Tabernaemontanus ist abgeleitet von der latinisierten Form des Ortsnamens Bergzabern (Tabernae montanae).

## Leben und Wirken
Jacob Theodor ging in Straßburg zur Schule und war ab 1538 unter anderem als Kräutersammler in Weißenburg (Elsass) tätig. 1540 begann er ein Studium der Medizin in Padua und später in Montpellier bei Guillaume Rondelet. 1548 kehrte er zurück nach Weißenburg, wo er wieder als Kräutersammler arbeitete. 1538, 1548 und 1557 ist er als Apotheker in Weißenburg belegt. 1549 begegnete er erstmals dem Arzt, Botaniker und Kräuterbuchverfasser Hieronymus Bock, als dessen 'Discipel' (Schüler) er sich 1588 in der Vorrede zu seinem eigenen Kräuterbuch bezeichnet. Er stand auch in Kontakt mit anderen zeitgenössischen Botanikern wie Adam Lonitzer und Leonhart Fuchs.
1552 war er während einer Pest-Epidemie u. a. von Saarbrücken nach Bergzabern unterwegs und schrieb 1553 ein erstes Buch, Gewisse Practick, das Ratschläge zur Behandlung Pestkranker gibt.
Jacob Theodor, der bereits 1551/52 Hieronymus Bock als Leibarzt Graf Philipps II. von Nassau-Saarbrücken vertrat, wurde im Jahre 1554 dessen Nachfolger, kehrte aber schon im gleichen Jahr wieder nach Weißenburg zurück. Von 1561 bis 1580 war er Leibarzt des Speyerer Fürstbischofs und Propstes des Klosters Weißenburg, Marquard von Hattstein.
Am 26. August 1562 immatrikulierte er sich als Jacobus Theodorus an der Universität Heidelberg. 1573 wurde er zum Doktor der Medizin promoviert.
Befreundet war Tabernaemontanus, der auch als Stadtarzt von Worms tätig war, mit Johannes Posthius und William Turner.

## Ehrungen
Charles Plumier benannte ihm zu Ehren die Gattung Tabernaemontana der Pflanzenfamilie der Hundsgiftgewächse (Apocynaceae). Carl von Linné übernahm später diesen Namen.
Nach Tabernaemontanus sind unter anderem folgende Taxa benannt: Frühlings-Fingerkraut Potentilla tabernaemontani und Salz-Teichbinse Schoenoplectus tabernaemontani.

## Schriften (Auswahl)
- Gewisse unnd erfahren Practick, Wie man sich mit Göttlicher hülff, vor der Pestilentz hüten und bewaren. Johann Meyer, Heidelberg 1564 (Digitalisat).
- Ein neuwes Artzney Buch. Georg Rabe, Frankfurt am Main 1577 (Digitalisat).
- Regiment, wie man sich in Sterbensläuffen da die Pestilenz einreisset halten (soll). Bassaeus, Frankfurt am Main 1581 (Digitalisat).
- Neuw Wasserschatz. Basseus, Frankfurt am Main 1581 (Digitalisat).
- Neuw Kreuterbuch. Mit schönen, künstlichen vnd leblichen Figuren vnnd Conterfeyten aller Gewächß der Kreuter, Wurtzeln, Blumen, Frucht, Getreyd, Gewürtz, der Bäume, Stauden vnd Hecken, so in Teutschen und Welschen Landen, auch deren so im Gelobten Landt auff dem Berg Synai, inn Hispanien, Ost unnd West Indien, oder in der neuwen Welt wachsen ... mit eygentlicher Beschreibung derselben, auch deren Vnderscheidt, Krafft vnd Wirckung ... ; Darinn viel vnd mancherley heylsamer Artzeney ... beschrieben worden, sampt jhrem nützlichen Gebrauch: Als da seindt Tränck, Säfft, Syrupen, Conseruen ... Basseus, Frankfurt am Main 1588 (Digitalisat), (Digitalisat). Das ander Theyl, Frankfurt am Main 1591 (Digitalisat).
  - Bearbeitung durch Caspar Bauhin. Bassaeus u. a. Franckfurt am Mayn 1613 (Digitalisat)
- Eicones plantarum, seu stirpium, arborum nempe, fructicum, herbarum, fructuum lignorum … Basseus, Frankfurt am Main 1590 (Digitalisat).